# Transient blue
「transient blue」（トランシエント・ブルー）は、ChouChoの楽曲。2015年2月27日に4曲入りのライブ会場限定シングル、およびChouChoの2作目の配信限定シングルとしてLantisからリリースされた。

## 概要
本作には4曲が収録されているが、ミニアルバムとはみなされず、公式には「リミテッドアコースティックシングル」と呼ばれている。ChouCho自身が作詞・作曲を手掛けた新曲を3曲、さらに2枚目のシングル表題曲「Authentic symphony」のアコースティックバージョンを含む全4曲が収録されている。
2015年2月27日、28日の2日間に渡り開催されたワンマンライブ『ChouCho Live 2015 ～whitepetals～』の会場にてCDとして販売され、同日に各音楽配信サイトにてハイレゾ音源が配信された。

## 批評
音楽評論家の野村ケンジは、「ピアノもアコースティックギターも、実体感の強い、広がり感のある美しい響きを聴かせてれる。そのいっぽうで、ChouChoのヴォーカルのリアルさといったら! 目の前で、彼女らしさ溢れる美しく印象的な歌声を、惜しげもなく存分に披露してくれるのだ。これまでにChouChoとは何度か取材させてもらったことのある、直接会ってその生声を聴かせてもらったことのある筆者だからこそ断言しよう。過去最高にリアルChouChoの歌声が堪能できる、素晴らしい作品だ」と批評した。

## シングル収録内容
| #         | タイトル                              | 作詞         | 作曲      | 編曲              | 時間  |
| --------- | ------------------------------------- | ------------ | --------- | ----------------- | ----- |
| 1.        | 「paper castle」                      | ChouCho      | ChouCho   | 村山☆潤・片山義美 | 4:11  |
| 2.        | 「transient blue」                    | ChouCho      | ChouCho   | 村山☆潤・片山義美 | 4:22  |
| 3.        | 「Answer」                            | ChouCho      | ChouCho   | 村山☆潤・片山義美 | 4:46  |
| 4.        | 「Authentic symphony」(Acoustic ver.) | こだまさおり | 虹音      | 村山☆潤           | 5:34  |
| 合計時間: | 合計時間:                             | 合計時間:    | 合計時間: | 合計時間:         | 18:53 |